# Cordia panamensis
Cordia panamensis là loài thực vật có hoa trong họ Mồ hôi. Loài này được L.Riley mô tả khoa học đầu tiên năm 1927.